# 奧列格·穆西
奧列格·斯捷潘諾維奇·穆西（烏克蘭語：Олег Степанович Мусій；1965年5月12日—）是烏克蘭的一位醫生、社會運動家，曾在烏克蘭親歐盟示威運動期間提供醫療服務。他在2014年2月27日至2014年10月1日期間曾經擔任第一次亞紐采克內閣的衛生部長。在2014年烏克蘭國會選舉中，他成功連任議員。他曾是彼得·波羅申科集團成員。

## 外部連結
- 傳記 （页面存档备份，存于）